# Spierhypertrofie

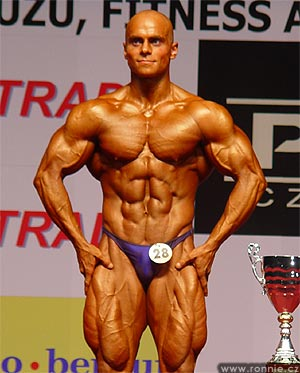
Spierhypertrofie na krachttraining

Spierhypertrofie is een hypertrofie van de spieren waarbij het skeletspierweefsel in grootte toeneemt door volumevergroting van de afzonderlijke spiercellen. Het is een van de meest zichtbare vormen van orgaanhypertrofie. Spierhypertrofie treedt op als door een reactie op krachttraining de spieren groeien. Afhankelijk van welk type training er wordt gedaan, kan de spieromvang toenemen door middel van het vermeerderen van het sarcoplasmavolume of door het toenemen van de samentrekbare proteïnen.

## Werking
Spiergroei is een anabool proces dat optreedt wanneer het lichaam meer energie binnenkrijgt dan dat het verbrandt. Aminozuren zijn de basis bouwstenen die nodig zijn om meer spiermassa op te bouwen. Cortisol kan de opname van aminozuren in spierweefsel afremmen.